# 법무법인동주
법무법인동주는 대한민국의 로펌으로 법인의 명칭인 '同舟'에는 '한 배'라는 의미를 담고 있다. 이세환 대표변호사가 설립하고 조원진 변호사, 이세진 변호사, 오서진 변호사, 김윤서 변호사가 파트너변호사로 소속되어 있다.
- 서울, 수원, 인천 세 곳에 사무소를 두고 있다
- 총 9개의 연구센터를 운영중이다.

- 2022, 2023 히트브랜드대상 '형사법률서비스' 부문 1위 수상[1][2]

## 업무분야
- 형사·경제범죄·성범죄
- 음주운전·교통범죄
- 교통분쟁(손해배상)
- 행정소송·행정심판
- 소년사건·학교폭력
- 아동학대
- 어린이집 행정처분
- 이혼·상속·가사일반
- 민사소송
- 부동산·건설·지주택·재개발·재건축
- 노동·산재
- 기업법무

## 연구센터
- 성범죄연구센터-성범죄전문변호사
- 청소년연구센터 내일LAW
- 음주운전변호사,교통음주연구센터
- 고소대리센터
- 사기횡령연구센터
- 민사/행정연구센터
- 형사연구센터
- 이혼/상속연구센터
- 원클릭소송센터[깨진 링크(과거 내용 찾기)]

## 구성원

#### 박동진 대표변호사
- 법무법인 동주 대표변호사
- 사법연수원 21기
- 前 서울중앙지방검찰청 중요경제범죄조사단 부장검사(2023년 퇴임)
- 前 부산지방검찰청 부장검사
- 前 대전지방검찰청 부장검사
- 前 대구지방검찰청 경주지청 지청장
- 前 춘천지방검찰청 원주지청 지청장
- 前 창원지방검찰청 진주지청 지청장
- 前 서울고등검찰청 검사
- 前 인천지방검찰청 부천지청 검사
- 前 법무연수원 연구위원

#### 이세환 대표변호사[3]
- 법무법인 동주 대표변호사
- 대한변호사협회 형사법전문변호사
- 대한변호사협회 학교폭력전문변호사
- 연세대학교 법과대학 졸업
- 연세대학교 법학전문 박사과정(형사법)
- 변호사 시험 합격
- 前 대법원 국선변호인
- 現대한변호사협회 대의원
- 現수원남부경찰서 수사민원상담변호사
- 現대한치과협회 법률지원변호사
- 現경기도 수원교육지원청 자문변호사
- 現경기도 화성오산교육청 학교폭력대책심의위원(특별소위원회 전문위원)
- SBS[4][5], 삼프로TV[6], YTN[7][8][9], TV조선[10], 연합뉴스TV[11] 법률자문 출연

#### 조원진 변호사
- 법무법인 동주 파트너변호사
- 대한변호사협회 형사법전문변호사
- 대한변호사협회 민사법전문변호사
- 경희대학교 법과대학 졸업
- 변호사 시험 합격
- 前 국가정보원(NIS) 기획조정실 변호사
- 現 대법원 국선변호인
- 現 해군본부 군검찰 국선변호인
- 前 인천광역시 · 인천광역시교육청 2019회계연도 결산검사위원
- 現 인천광역시의회 법률 · 입법 고문변호사
- 現 인천광역시 남동구 고문변호사
- 現 인천광역시 교육청 고문변호사
- 現 인천광역시 연수구 선거관리위원회 위원
- 現 인천광역시 출자기관 운영심의위원회 위원
- 現 인천광역시 남동구 스포츠공정위원회 위원
- 現 인천광역시 미추홀구 공직자윤리위원회 위원
- 現 인천광역시 미추홀구 구정평가위원회 위원
- 現 인천광역시 강화교육지원청 학교폭력심의위원회 위원

#### 이세진 변호사
- 법무법인 동주 파트너변호사
- 대한변호사협회 이혼전문변호사
- 대한변호사협회 민사법전문변호사
- 2005학년도 수능 만점자
- 고려대학교 법과대학 졸업
- 변호사시험 합격
- 現수원지방검찰청 피해자 국선변호사
- 現대한장애인론볼연맹 이사
- 現일산서부경찰서 법률자문변호사

#### 오서진 변호사
- 법무법인 동주 파트너변호사
- 대한변호사협회 행정법전문변호사
- 연세대학교 법과대학 졸업
- 변호사시험 합격
- 前 서울중앙지방법원 외부조정센터 조정위원
- 前 인천광역시교권보호위원회 위원
- 前 인천광역시교육청 변호사
- 現 법무법인 동주
- 現 인천광역시교육청 소청심사위원회 위원
- 現 인천광역시상담지원자문위원회 위원
- 現 인천광역시학교안전공제회보상심사위원회 위원
- 現 인천광역시교육청 사립학교 징계심의위원회 위원
- 現 인천광역시 미추홀구 인사위원회 위원

#### 김윤서 변호사
- 법무법인 동주 파트너변호사
- 대한변호사협회 형사법전문변호사
- 대한변호사협회 소년법전문변호사
- 숙명여자대학교 법과대학 최우수졸업(수석졸업)
- 고려대학교 법학과 (석사) 졸업 형사법 전공
- 고려대학교 법학과 (박사) 수료 형사법 전공
- 변호사시험합격
- 前 안양시청의회(안양시의회) 입법 전문위원
- 前 한국법제연구원
- 前 고려대학교 법학연구원 (형사법)
- 現 안양시 산업진흥원 기업심사평가위원
- 現 IBK기업은행 미래성장성 기업심의전문평가위원
- 前 헌법재판소 경찰청 실무실습
- 저술(논문): 심신장애와 형사책임능력에 관한 연구, 사이버 범죄에 관한 연구

### 사무소
- 서울 본사: 서울 서초구 서초중앙로 123 엘렌타워 13층
- 수원 지사: 경기 수원시 영통구 광교중앙로248번길 7-2 원희캐슬광교 B동 902호, 903호
- 인천 지사: 인천광역시 미추홀구 학익소로 66 선정빌딩 403호, 404호